# Arbeitsgericht Kandel
Das Arbeitsgericht Kandel war ein bayerisches Arbeitsgericht mit Sitz in Kandel.

## Geschichte
Gemäß Arbeitsgerichtsgesetz vom 23. Dezember 1926 wurden in Deutschland Arbeitsgerichte gebildet. Diese waren nur in der ersten Instanz organisatorisch selbstständige Gerichte, die Landesarbeitsgerichte waren den Landgerichten zugeordnet. Am Landgericht Frankenthal entstand so 1927 das Landesarbeitsgericht Frankenthal als eines von 23 Landesarbeitsgerichten in Bayern. In Kandel entstand das Arbeitsgericht Kandel als eines von zehn Arbeitsgerichten des Landesarbeitsgerichts. Sein Sprengel umfasste den Gerichtsbezirk des Amtsgerichts Kandel. Es bestand eine allgemeine Kammer für Arbeiter und Angestellte und eine Kammer für das Handwerk.
Bereits 1929 wurde die Zahl der Arbeitsgerichte deutlich reduziert. Das Arbeitsgericht Kandel wurde aufgehoben und seine Aufgaben vom Arbeitsgericht Landau übernommen.